# Olga Nazarova (biathlon)
Pour les articles homonymes, voir Olga Nazarova et Nazarova.
 (novembre 2024).
Si vous disposez d'ouvrages ou d'articles de référence ou si vous connaissez des sites web de qualité traitant du thème abordé ici, merci de compléter l'article en donnant les références utiles à sa vérifiabilité et en les liant à la section « Notes et références ».
Olga Viktorovna Nazarova (en russe : Ольга Викторовна Назарова), née le 27 août 1977 à Omsk, est une biathlète biélorusse d'origine russe. 

## Biographie
Elle a terminé dans les dix premières de toutes les courses des Jeux olympiques d'hiver 2006 à Turin. Elle avait terminé sixième de l'individuel lors des Jeux olympiques d'hiver de 2002 à Salt Lake City. En 2002, elle est médaillée de bronze en mass start aux Championnats du monde. Enfin aux mondiaux de 2005 elle est médaillée de bronze avec le relais biélorusse.
Dans la Coupe du monde, elle remporte deux relais en 2002 et 2003 et monte sur un deuxième podium individuel (celui des Championnats du monde 2002 comptant aussi) en 2006 en se classant de nouveau troisième de la mass start d'Holmenkollen.
Elle prend sa retraite sportive à l'issue de la saison 2010-2011.

## Palmarès
| Épreuve / Édition                   | Individuel | Sprint | Poursuite | Départ en masse                  | Relais |
| Jeux olympiques 2002 Salt Lake City | 6e         | 14e    | 11e       | Épreuve inexistante à cette date | 7e     |
| Jeux olympiques 2006 Turin          | 7e         | 8e     | 7e        | 6e                               | 4e     |
| Jeux olympiques 2010 Vancouver      | -          | 74e    | -         | -                                | -      |

Légende :
- : première place, médaille d'or
- : deuxième place, médaille d'argent
- : troisième place, médaille de bronze
- : pas d'épreuve
- — : Non disputée par Nazarova

### Championnats du monde
| Mondiaux \ Épreuve        | Individuel               | Sprint                   | Poursuite                | Mass start                | Relais                    | Relais mixte                     |
| 2001 Pokljuka             | 23e                      | 36e                      | 13e                      | 14e                       | 13e                       | Épreuve inexistante à cette date |
| 2002 Oslo-Holmenkollen    | JO Salt Lake City        | JO Salt Lake City        | JO Salt Lake City        | Médaille de bronze, monde | JO Salt Lake City         | Épreuve inexistante à cette date |
| 2003 Khanty-Mansiïsk      | 22e                      | 13e                      | 18e                      | 25e                       | 4e                        | Épreuve inexistante à cette date |
| 2004 Oberhof              | 11e                      | 22e                      | 13e                      | 23e                       | 4e                        | Épreuve inexistante à cette date |
| 2005 Hochfilzen Khanty-M. | 23e                      | 12e                      | 22e                      | 25e                       | Médaille de bronze, monde | 11e                              |
| 2006 Pokljuka             | Jeux olympiques de Turin | Jeux olympiques de Turin | Jeux olympiques de Turin | Jeux olympiques de Turin  | Jeux olympiques de Turin  | 9e                               |
| 2008 Östersund            | 18e                      | —                        | —                        | —                         | 5e                        | —                                |
| 2009 Pyeongchang          | 33e                      | 9e                       | 26e                      | 26e                       | 4e                        | 9e                               |
| 2011 Khanty-Mansiïsk      | 58e                      | —                        | —                        | —                         | —                         | —                                |

Légende :
- : première place, médaille d'or
- : deuxième place, médaille d'argent
- : troisième place, médaille de bronze
- : pas d'épreuve
- — : non disputée par Nazarova
- DNF : abandon

### Coupe du monde
- Meilleur classement général : 13e en 2006.
- 2 podiums individuels : 2 troisièmes places.
- 6 podiums en relais, dont 2 victoires.

#### Classements en Coupe du monde
| Saison    | Classement général final | Sprint | Poursuite | Individuel | Mass start |
| 2000-2001 | 32e                      | 36e    | 28e       | 31e        | 32e        |
| 2001-2002 | 21e                      | 27e    | 30e       | 11e        | 17e        |
| 2002-2003 | 29e                      | 31e    | 34e       | 17e        | 24e        |
| 2003-2004 | 19e                      | 23e    | 20e       | 20e        | 17e        |
| 2004-2005 | 30e                      | 30e    | 33e       | 29e        | 19e        |
| 2005-2006 | 13e                      | 16e    | 18e       | 7e         | 8e         |
| 2007-2008 | 65e                      | -      | -         | 42e        | -          |
| 2008-2009 | 39e                      | 34e    | 39e       | 58e        | 44e        |
| 2009-2010 | 74e                      | -      | -         | 42e        | -          |
| 2010-2011 | 92e                      | 80e    | -         | -          | -          |

### Championnats d'Europe
- Médaille d'or du relais en 2006.
- Médaille d'argent du relais en 2004.
- Médaille de bronze du sprint en 2001.
- Médaille de bronze du relais en 2003.

### Championnats du monde junior
- Médaille de bronze du sprint et du relais en 1997.

### Championnats du monde de biathlon d'été
- Médaille d'or du sprint en 1997, 2002, 2003 et 2004.
- Médaille d'or de la poursuite en 1997, 2002, 2003 et 2004.
- Médaille d'or du relais en 2000, 2003, 2004 et 2005.
- Médaille d'or de la mass start en 2004.
- Médaille d'argent de la mass start en 2003.
- Médaille d'argent du sprint en 2009.
- Médaille d'argent de la poursuite en 2000 et 2009.
- Médaille de bronze du sprint en 2000 et 2001.
- Médaille de bronze de la poursuite en 2001.
- Médaille de bronze de la mass start en 2005.